# 优选医疗提供者组织
在美国的医疗保险中，优选医疗提供者组织（英語：preferred provider organization，缩写：PPO）是一种通过与医院和医生等医疗提供者签约的方式来构建合约医疗提供者网络的医疗保险计划。

## 概述
优选医疗提供者组织是一种订阅制的医疗护理制度。受保者在接受与该组织合作的指定专业医疗从业者服务时，可以享受常规收费标准下的大幅折扣。与通常的保险形式不同，PPO 本身通过向保险公司收取网络使用费来盈利，而通常的保险形式需要受保者支付保险费，医生的全部或部分费用由保险公司支付。PPO 与医疗服务提供者协商制定费用计划并处理保险公司和医疗提供者之间的纠纷。不同 PPO 之间还可以相互签订合同，以在某些地理区域加强自身地位，而无需直接与当地医疗提供者建立新的关系。理论上，这对双方都有利，因为 PPO 在其被保险人使用“优选”提供者的服务时将按降低的费率结算，而医疗提供者将看到业务增加，因为组织中几乎所有被保险人只会使用成员提供的服务。PPO 虽然保费略高于健康維護組織（HMO）和其他较为受限的计划，但因为其整体上为患者提供更多的灵活性，所以变得越来越受欢迎。

## 与健康维护组织（HMO）相比较
PPO 在结构、管理和运作方式上与健康维护组织（HMO）类似。然而，与 PPO 不同的是，HMO 通常要求会员选择一位初级医生（PCP），即担任门户角色以指导非紧急医疗服务的访问，并要求会员首先从其 PCP 获取转诊，以便获得在其指定医生和医院网络内医疗服务费用的报销。HMO 计划通常比 PPO 计划具有更低的成本和更低的月度保费，HMO 会员通常可以期望支付较少的自付费用来覆盖医疗费用，而不像 PPO会员那样支付更多的费用。